# Sarven, Västmanland
Sarven är en sjö i Fagersta kommun i Västmanland och ingår i Norrströms huvudavrinningsområde.